# Ádám Fischer

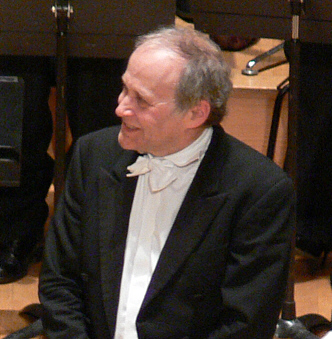
Ádám Fischer, 2008

Ádám Fischer (* 9. September 1949 in Budapest) ist ein international tätiger ungarischer Dirigent, der vor allem als Experte für die Werke von Gustav Mahler, Joseph Haydn, Wolfgang Amadeus Mozart, Richard Wagner und Béla Bartók hervorgetreten ist.

## Leben
Ádám Fischers Großeltern wurden Opfer des Holocaust. Er studierte Komposition und Dirigieren zunächst in Budapest, anschließend in Wien bei Hans Swarowsky. 1973 gewann er den Ersten Preis des Cantelli-Wettbewerbs in Mailand und bekam daraufhin seine erste Stelle als Korrepetitor an der Grazer Oper. Im Anschluss wurde er Erster Kapellmeister an der Finnischen Nationaloper in Helsinki, am Staatstheater Karlsruhe und an der Bayerischen Staatsoper München. Von 1981 bis 1983 war er Generalmusikdirektor am Theater Freiburg in Freiburg im Breisgau, von 1987 bis 1992 am Staatstheater Kassel und von 2000 bis 2005 am Nationaltheater Mannheim. 2001 übernahm er kurzfristig bei den Bayreuther Festspielen die Leitung von Richard Wagners Ring des Nibelungen, wofür er von der Zeitschrift Opernwelt zum Dirigenten des Jahres 2002 gewählt wurde. Von 2007 bis 2010 war er Generalmusikdirektor der Ungarischen Staatsoper, die Stelle verließ er aus Protest gegen die Politik der Fidesz-Regierung. Seit Beginn der Spielzeit 2015/2016 fungiert er als Erster Konzertdirigent der Düsseldorfer Symphoniker.
Seine internationale Karriere begann bereits sehr früh. Der Beginn seiner Zusammenarbeit mit der Wiener Staatsoper geht ins Jahr 1973 zurück. 1984 debütierte er an der Pariser Oper mit Der Rosenkavalier, 1986 an der Mailänder Scala mit Die Zauberflöte. Sein Debüt am Royal Opera House Covent Garden in London erfolgte 1989 mit Die Fledermaus, das an der Metropolitan Opera in New York 1994 mit Verdis Otello.
Im September 2016 dirigierte er erneut Die Zauberflöte an der Mailänder Scala. Sein Einstand bei den Berliner Philharmonikern – am 8. Februar 2018 u. a. mit der 9. Sinfonie von Antonín Dvořák – wurde vom Publikum gefeiert.
Neben seinen Opernverpflichtungen dirigiert er häufig als Gastdirigent bedeutende Symphonieorchester weltweit.
Im Jahre 1987 war er Mitinitiator der Haydnfestspiele im burgenländischen Eisenstadt, für die er die Österreichisch-Ungarische Haydn-Philharmonie gründete. Neben Konzerten und Opernaufführungen im Schloss Esterházy spielte er mit diesem Orchester zwischen 1987 und 2001 sämtliche Sinfonien von Joseph Haydn im vom Komponisten mitgestalteten Haydnsaal des Schlosses ein.   
Seit 1998 ist er auch Chefdirigent des Danish National Chamber Orchestra (früher: Dänische Radio-Sinfonietta) in Kopenhagen, mit dem er bis 2006 alle Opere serie von Wolfgang Amadeus Mozart aufnahm. Von 2006 bis 2013 spielte Fischer mit diesem Orchester sämtliche Sinfonien Mozarts auf CD ein.
Fischers Gesamtaufnahme der Orchesterwerke Béla Bartóks, die er 1989–1992 einspielte, wurde von Kritikern als Referenzaufnahme gewürdigt.
Ádám Fischers Bruder Iván Fischer ist ebenfalls ein international erfolgreicher Dirigent.

## Auszeichnungen
- 2017: Ehrenmitglied der Wiener Staatsoper[3]
- 2018: Wolf-Preis in der Kategorie Musik[4]